# Echipa națională de fotbal a Cubei
Echipa națională de fotbal a Cubei reprezintă Cubei în fotbalul internațional și este controlată de Asociación de Fútbol de Cuba. A fost prima echipă din Caraibe care s-a calificat la un Campionatul Mondial, în 1938. Acolo a învins echipa Echipa națională de fotbal a României în meciul de rejucare cu scorul de 2-1, după ce anteriorul meci s-a terminat cu scorul de 3-3. În sferuri a fost învinsă de Suedia cu scorul de 8-0. Acest meci reprezentă cea mai drastică înfrângere de la înființarea reprezentativei. A ajuns în finalele Cupei Caraibelor de tri ori, în 1996, 1999 și 2005.

## Palmares
- Campionatul Mondial de Fotbal

| 1930              | Nu a intrat                  | Nu a intrat                  | Nu a intrat                  | Nu a intrat                  | Nu a intrat                  | Nu a intrat                  | Nu a intrat                  | Nu a intrat                  | Nu a intrat                  | Nu a intrat                  |
| 1934              | Nu s-a calificat             | Nu s-a calificat             | Nu s-a calificat             | Nu s-a calificat             | Nu s-a calificat             | Nu s-a calificat             | Nu s-a calificat             | Nu s-a calificat             | Nu s-a calificat             | Nu s-a calificat             |
| 1938              | Sferturi                     | 8                            | 3                            | 1                            | 1                            | 1                            | 5                            | 12                           |                              |                              |
| 1950              | Nu s-a calificat             | Nu s-a calificat             | Nu s-a calificat             | Nu s-a calificat             | Nu s-a calificat             | Nu s-a calificat             | Nu s-a calificat             | Nu s-a calificat             | Nu s-a calificat             | Nu s-a calificat             |
| 1954              | Intrarea nu a fost acceptată | Intrarea nu a fost acceptată | Intrarea nu a fost acceptată | Intrarea nu a fost acceptată | Intrarea nu a fost acceptată | Intrarea nu a fost acceptată | Intrarea nu a fost acceptată | Intrarea nu a fost acceptată | Intrarea nu a fost acceptată | Intrarea nu a fost acceptată |
| 1958 - 1962       | Nu a intrat                  | Nu a intrat                  | Nu a intrat                  | Nu a intrat                  | Nu a intrat                  | Nu a intrat                  | Nu a intrat                  | Nu a intrat                  | Nu a intrat                  | Nu a intrat                  |
| 1966              | Nu s-a calificat             | Nu s-a calificat             | Nu s-a calificat             | Nu s-a calificat             | Nu s-a calificat             | Nu s-a calificat             | Nu s-a calificat             | Nu s-a calificat             | Nu s-a calificat             | Nu s-a calificat             |
| 1970              | Intrarea nu a fost acceptată | Intrarea nu a fost acceptată | Intrarea nu a fost acceptată | Intrarea nu a fost acceptată | Intrarea nu a fost acceptată | Intrarea nu a fost acceptată | Intrarea nu a fost acceptată | Intrarea nu a fost acceptată | Intrarea nu a fost acceptată | Intrarea nu a fost acceptată |
| 1974              | Nu a intrat                  | Nu a intrat                  | Nu a intrat                  | Nu a intrat                  | Nu a intrat                  | Nu a intrat                  | Nu a intrat                  | Nu a intrat                  | Nu a intrat                  | Nu a intrat                  |
| 1978 - 1982       | Nu s-a calificat             | Nu s-a calificat             | Nu s-a calificat             | Nu s-a calificat             | Nu s-a calificat             | Nu s-a calificat             | Nu s-a calificat             | Nu s-a calificat             | Nu s-a calificat             | Nu s-a calificat             |
| 1986              | Nu a intrat                  | Nu a intrat                  | Nu a intrat                  | Nu a intrat                  | Nu a intrat                  | Nu a intrat                  | Nu a intrat                  | Nu a intrat                  | Nu a intrat                  | Nu a intrat                  |
| 1990              | Nu s-a calificat             | Nu s-a calificat             | Nu s-a calificat             | Nu s-a calificat             | Nu s-a calificat             | Nu s-a calificat             | Nu s-a calificat             | Nu s-a calificat             | Nu s-a calificat             | Nu s-a calificat             |
| 1994              | S-a retras                   | S-a retras                   | S-a retras                   | S-a retras                   | S-a retras                   | S-a retras                   | S-a retras                   | S-a retras                   | S-a retras                   | S-a retras                   |
| 1998 până în 2018 | Nu s-a calificat             | Nu s-a calificat             | Nu s-a calificat             | Nu s-a calificat             | Nu s-a calificat             | Nu s-a calificat             | Nu s-a calificat             | Nu s-a calificat             | Nu s-a calificat             | Nu s-a calificat             |
| 2022              | Va urma                      | Va urma                      | Va urma                      | Va urma                      | Va urma                      | Va urma                      | Va urma                      | Va urma                      | Va urma                      | Va urma                      |
| 2026              | Va urma                      | Va urma                      | Va urma                      | Va urma                      | Va urma                      | Va urma                      | Va urma                      | Va urma                      | Va urma                      | Va urma                      |
| Total             | Sferturi                     | 1/21                         | 3                            | 1                            | 1                            | 1                            | 5                            | 12                           |                              |                              |

| Istoria Campionatului Mondial | Istoria Campionatului Mondial | Istoria Campionatului Mondial | Istoria Campionatului Mondial |
| Anul                          | Runda                         | Scor                          | Rezultat                      |
| ----------------------------- | ----------------------------- | ----------------------------- | ----------------------------- |
| 1938                          | Optimi                        | Cuba 3 – 3 România            | Egal                          |
| 1938                          | Rejucare                      | Cuba 2 – 1 România            | Victorie                      |
| 1938                          | Sferturi                      | Cuba 0 – 8 Suedia             | Înfrângere                    |

### Campionatul CONCACAF/ Cupa de Aur
- 1963 - nu a participat
- 1965 - nu a participat
- 1967 -  nu s-a calificat
- 1969 - nu a participat
- 1971 - locul patru
- 1973 - nu a participat
- 1977 - nu s-a calificat
- 1981 - locul cinci
- 1985 - nu a participat
- 1989 - nu s-a calificat
- 1991 - s-a retras
- 1993 - nu a participat
- 1996 - nu s-a calificat
- 1998 - Prima rundă
- 2000 - nu s-a calificat
- 2002 - Prima rundă
- 2003 - Sferturi
- 2005 - Prima rundă
- 2007 - Prima rundă
- 2009 - s-a calificat dar s-a retras
- 2011 - Calificată

## Campionatul NAFC
- 1947 - Finaliști
- 1949 - Locul trei

## Lot
Antrenor:  Raúl González Triana
| Nr. | Poz. | Jucător             | Data nașterii (vârsta) | Selecții | Goluri | Club                |
| --- | ---- | ------------------- | ---------------------- | -------- | ------ | ------------------- |
| 1   | P    | Odelín Molina       | 3 august 1974          | 73       | 0      | Villa Clara         |
| 2   | F    | Carlos Francisco    | 22 mai 1990            | 14       | 0      | Santiago de Cuba    |
| 3   | F    | Yénier Márquez      | 3 ianuarie 1979        | 86       | 10     | Villa Clara         |
| 4   | F    | Hánier Dranguet     | 2 septembrie 1982      | 10       | 1      | Guantánamo          |
| 5   | F    | Jorge Luís Clavelo  | 8 august 1982          | 28       | 2      | Villa Clara         |
| 6   | F    | Yoel Colomé         | 15 octombrie 1982      | 8        | 1      | Ciudad de La Habana |
| 7   | M    | Marcel Hernández    | 11 iulie 1989          | 9        | 1      | Ciudad de La Habana |
| 8   | M    | Jaime Colomé (c)    | 30 iunie 1979          | 59       | 10     | Ciudad de La Habana |
| 9   | A    | Alain Cervantes     | 17 noiembrie 1983      | 52       | 8      | Ciego de Ávila      |
| 10  | A    | Roberto Linares     | 10 februarie 1986      | 23       | 13     | Villa Clara         |
| 11  | F    | Sander Fernández    | 19 iulie 1987          | 8        | 0      | Ciego de Ávila      |
| 12  | P    | Vismel Castellanos  | 24 aprilie 1976        | 4        | 0      | Ciudad de La Habana |
| 13  | A    | Adonis Ramos        | 28 iulie 1985          | 11       | 0      | Granma              |
| 14  | F    | Alianni Urgellés    | 25 iunie 1986          | 22       | 1      | Guantánamo          |
| 15  | A    | Armando Coroneaux   | 2 iulie 1985           | 13       | 4      | Camagüey            |
| 16  | F    | Reysander Fernández | 22 august 1984         | 52       | 4      | Ciego de Ávila      |
| 17  | M    | Dagoberto Quesada   | 21 februarie 1987      | 3        | 0      | Camagüey            |
| 18  | A    | Yosniel Mesa        | 11 mai 1981            | 2        | 0      | Cienfuegos          |
| 19  | A    | Leonel Duarte       | 1 august 1987          | 39       | 6      | Ciego de Ávila      |

### Jucători notabili
- Dany Quintero
- Juan Tuñas
- Héctor Socorro
- Tomás Fernández
- Carlos Oliveira
- Alberto Delgado
- Rey Ángel Martínez

## Antrenori
| Antrenor             | Ani     |
| -------------------- | ------- |
| José Tapia           | 1930-38 |
| Marcelino Minsal     | 1947-49 |
| František Churda     | 1963-64 |
| Karoly Kocza         | 1966    |
| Laszlo Mohaczy       | 1967    |
| Kim Yong Ha          | 1970-71 |
| Sergio Padrón        | 1976    |
| Tibor Ivanicz        | 1980-81 |
| Giovanni Campari     | 1990-92 |
| William Bennett      | 1998    |
| Miguel Company       | 2000-04 |
| Armelio Luis         | 2005    |
| Reinhold Fanz        | 2006-08 |
| Raúl González Triana | 2008-   |